# Masha Scream
 (septembre 2015).
Si vous disposez d'ouvrages ou d'articles de référence ou si vous connaissez des sites web de qualité traitant du thème abordé ici, merci de compléter l'article en donnant les références utiles à sa vérifiabilité et en les liant à la section « Notes et références ».
Masha Scream (de son vrai nom Maria Arkhipova) est une musicienne et chanteuse née le 9 janvier 1983 à Dolgoproudny (Oblast de Moscou, Russie).

## Biographie
Elle est la chanteuse et compositrice du groupe russe de pagan metal Arkona depuis sa formation en 2002, et a relancé le groupe de sa propre initiative deux ans après sa fondation, accompagnée des membres du groupe de black metal Rossomahaar. Elle officie également  dans le groupe Nargathrond (sur l'album Неизбежность - Inevitability), ainsi que sur plusieurs albums du groupe de Pagan Metal russe Svarga . 
Masha Scream est pratiquante de la rodnoverie (néopaganisme slave). 